# Venta Gaeta
Venta Gaeta es una aldea del municipio valenciano de Cortes de Pallás en la Comunidad Valenciana, España. Perteneciente a la provincia de Valencia
Sobre sus orígenes se sabe que en el siglo XVI ya existía una parada de postas.
El municipio de Venta Gaeta era una baronía sobre los años 1900.